# Харлов Олександр Іванович
Олександр Іванович Харлов (14 вересня 1954 — 20 жовтня 1999, Київ) — Генеральний директор Київського державного авіаційного заводу «АВІАНТ».

## Біографія

Могила Олександра Харлова

Народився 14 вересня 1954 року. У 1971 році вступив до Харківського авіаційного інституту, після закінчення якого (з відзнакою) в 1977 році вступив на завод «АВІАНТ». Пройшовши послідовно всі щаблі зростання, в січні 1994 року був призначений Генеральним директором.
Помер 20 жовтня 1999 року від інфаркту. Похований в Києві на Байковому кладовищі (ділянка № 52а).